# Smålands museum – Sveriges glasmuseum
Smålands museum – Sveriges glasmuseum ligger i Växjö i Småland og er länsmuseum for Kronobergs län. 
Museet regnes for Sveriges ældste landsbymuseum med samling af genstande siden 1794 og egne bygninger fra 1885. Museet blev etableret på initiativ af Gunnar Olof Hyltén-Cavallius. Museets navn er fra før de andre län i Småland, Jönköpings og Kalmar län, fik sine egne länsmuseer. Museeumsbygningen blev byggnadsminne i 1983.
Siden 1930'erne har museet lagt vægt på at vise glasindustrien, og efter omfattende om- og tilbygninger blev museet genindviet 1996 som Smålands museum – Sveriges glasmuseum. Fra 1925 til 1940 var den kendte arkitekt Paul Boberg chef for museet.